# Edward Bodden Airfield

i7
i11
i13
Das Edward Bodden Airfield (auch Little Cayman Airport, IATA-Code: LYB, ICAO-Code: MWCL) ist der einzige Flugplatz der zu den Cayman Islands, einem Britischen Überseegebiet, gehörenden Insel Little Cayman.
Der Flugplatz wurde 1962 im Südwesten der Insel auf Initiative von Leitern des Southern Cross Clubs angelegt. Die einzige Start- und Landebahn verläuft in ungefähr 200 Metern Abstand parallel zur Südküste.

## Flughafenanlagen und Betrieb
Das Edward Bodden Airfield ist ein privater, nicht zertifizierter und unkontrollierter Flugplatz, der von Piloten auf eigenes Risiko nach Sichtflugregeln angeflogen werden kann. Er wird von Cayman Airways Express betrieben.
Die Gesamtlänge der einzigen, ungefähr in Ost-West-Richtung verlaufenden Start- und Landebahn beträgt 998 Meter, davon sind offiziell 762 Meter zur Benutzung vorgesehen.  Nördlich der Start- und Landebahn befindet sich ein Windrichtungsanzeiger; eine Landebahnbeleuchtung ist nicht vorhanden. Das an das östliche Ende der Landebahn anschließende Vorfeld dient als Kurzzeitstellplatz zum Be- und Entladen von Flugzeugen, ein weiteres, an den Terminal angrenzendes Vorfeld ist für Flugzeuge der Cayman Airways reserviert. Andere Flugzeuge müssen auf der Grasfläche nördlich des östlichen Startbahnendes parken. Es gibt keine Haltevorrichtungen für parkende Flugzeuge.
Das kleine Terminalgebäude dient nicht nur der Abfertigung der Passagiere und Flüge, sondern beherbergt auch eine Poststelle und die Flughafenfeuerwehr, die über zwei Löschfahrzeuge verfügt. Es sind keine Einrichtungen für die Zoll- und Einreiseabfertigung vorhanden. Die Wartung oder Betankung von Flugzeugen ist nicht möglich.

## Probleme und Ausbaupläne
Das Edward Bodden Airfield befindet sich auf Grundstücken in Privatbesitz. Dies führt zu Nutzungskonflikten mit den Landeigentümern, die den weiteren Betrieb des bestehenden Flughafens in Frage stellen können. Außerdem entspricht der Flugplatz nicht internationalen Standards, weil sich unter anderem Stromleitungsmasten und eine öffentliche, unregulierte Straße zu nahe an der Piste befinden. Vor diesem Hintergrund wird diskutiert, ob der bestehende Flugplatz ausgebaut und in Übereinstimmung mit den Regeln für eine Zertifizierung gebracht oder ein neuer Flughafen ungefähr zwei Kilometer nordöstlich auf regierungseigenem Land angelegt werden soll. In allen Szenarien ist eine Start- und Landebahn mit einer Länge von etwa 1200 Metern vorgesehen.

## Fluggesellschaften und Ziele
Cayman Airways Express bedient den Flugplatz mehrmals täglich von Grand Cayman und Cayman Brac aus im Linienverkehr mit STOL-fähigen Flugzeugen des Typs DHC-6 Twin Otter. Jährlich finden mehr als 4.000 Flüge mit geschätzt etwa 25.000 Passagieren statt.